# Nandraž
Nandraž este o comună slovacă, aflată în districtul Revúca din regiunea Banská Bystrica. Localitatea se află la altitudinea de 287 m deasupra n.m., se întinde pe o suprafață de 10,61 km2 și în 2017 număra 280 de locuitori. Se învecinează cu comuna Rákoš.

## Istoric
Localitatea Nandraž este atestată documentar din 1318.

## Demografie
| An:                | 1994 | 2004    | 2014   | 2024    |
| ------------------ | ---- | ------- | ------ | ------- |
| Număr de persoane: | 214  | 268     | 294    | 249     |
| Diferență:         |      | +25,23% | +9,70% | −15,30% |

| An:                | 2023 | 2024   |
| ------------------ | ---- | ------ |
| Număr de persoane: | 253  | 249    |
| Diferență:         |      | −1,58% |